# 넷플릭스의 오리지널 프로그램 목록
넷플릭스의 오리지널 프로그램들의 목록이다

## 현재

### 드라마
| 제목                      | 시작일           | 현재 시즌 | 장르                  |
| ------------------------- | ---------------- | --------- | --------------------- |
| 《기묘한 이야기》         | 2016년 7월 15일  | 4         | 공상 과학/공포        |
| 《더 크라운》             | 2016년 11월 4일  | 5         | 시대극                |
| 《당신과 나 그리고 그녀》 | 2017년 2월 10일  | 3         | 로맨틱 코미디         |
| 《오티스의 비밀 상담소》  | 2019년 1월 11일  | 3         | 코미디                |
| 《엄브렐러 아카데미》     | 2019년 2월 15일  | 3         | 슈퍼히어로            |
| 《팀 로빈슨: 나가주시죠》 | 2019년 4월 23일  | 3         | 스케치 코미디         |
| 《스위트홈》              | 2020년 12월 18일 | 1         | 종말, 공포            |
| 《오징어 게임》           | 2021년 9월 19일  | 1         | 서바이벌, 스릴러      |
| 《지옥》                  | 2021년 11월 19일 | 1         | 초자연적              |
| 《하트스토퍼》            | 2022년 4월 22일  | 1         | 청소년, 로맨틱 코미디 |

### 애니메이션
| 제목                          | 시작일          | 현재 시즌 | 비고 |
| ----------------------------- | --------------- | --------- | ---- |
| 《빅 마우스》                 | 2017년 9월 29일 | 6         |      |
| 《디스인챈트》                | 2018년 8월 17일 | 4         |      |
| 《러브, 데스 + 로봇》         | 2019년 3월 15일 | 3         |      |
| 《마사미르 지구》             | 2021년 7월 1일  | 1         |      |
| 《인생은 언제나 파티!》       | 2021년 9월 17일 | 2         |      |
| 《에이전트 엘비스》           | 2023년 3월 17일 | 1         |      |
| 《멀리건》                    | 2023년 5월 12일 | 1         |      |
| 《세상이 이래도 난 끄떡없어》 | 2023년 6월 9일  | 1         |      |

### 다큐멘터리
| 제목                                           | 시작일           | 현재 시즌 | 다루는 분야 |
| ---------------------------------------------- | ---------------- | --------- | ----------- |
| 《셰프의 테이블》                              | 2015년 4월 26일  | 3         | 요리        |
| 《살인자 만들기》                              | 2015년 12월 18일 | 1         | 범죄        |
| 《첼시 핸들러가 말한다》                       | 2016년 1월 23일  | 1         | 현대 사회   |
| 《Cooked: 요리를 욕망하다》                    | 2016년 2월 19일  | 1         | 요리        |
| 《라스트 찬스 대학》                           | 2016년 7월 26일  | 1         | 스포츠      |
| 《불라이더: 두려움을 모르는 남자들》           | 2016년 1월 23일  | 1         | 스포츠      |
| 《셰프의 테이블: 프랑스》                      | 2016년 9월 2일   | 1         | 요리        |
| 《로마 제국 - 피의 지배》                      | 2016년 11월 11일 | 1         | 고대사      |
| 《인질》                                       | 2016년 12월 9일  | 1         | 범죄        |
| 《화이트 래빗 프로젝트》                       | 2016년 12월 9일  | 1         | 과학        |
| 《앱스트랙트: 디자인의 미학》                  | 2017년 2월 10일  | 1         | 산업 디자인 |
| 《다섯이 돌아왔다: 할리우드와 2차대전 이야기》 | 2017년 3월 31일  | 1         | 역사        |
| 《천사들의 증언》                              | 2017년 5월 19일  | 1         | 범죄        |
| 《F1 : 본능의 질주》                           | 2019년 3월 8일   | 2         | 스포츠      |

### 리얼리티 쇼
| 제목                              | 시작일          | 현재 시즌 | 장르 |
| --------------------------------- | --------------- | --------- | ---- |
| 《비스트마스터: 최강자 서바이벌》 | 2017년 2월 24일 | 3         | 경쟁 |

### 버라이어티 및 토크 쇼
| 제목                                                          | 시작일           | 현재 시즌 | 비고 |
| ------------------------------------------------------------- | ---------------- | --------- | ---- |
| 《세상을 구하는 사나이, 빌 나이》                             | 2017년 4월 21일  | 3         |      |
| 《기묘한 이야기의 궁금한 이야기》                             | 2017년 10월 27일 | 1         |      |
| 《오늘의 게스트, 알 만한 사람은 다 아는: 데이비드 레터맨 쇼》 | 2018년 1월 12일  | 1         |      |
| 《범인은 바로 너!》                                           | 2018년 5월 4일   | 2         |      |
| 《놈 맥도널드 쇼》                                            | 2018년 9월 14일  | 1         |      |
| 《하산 미나즈 쇼: 이런 앵글》                                 | 2018년 10월 28일 | 2         |      |
| 《더 픽스: 비공식회담》                                       | 2018년 12월 14일 | 1         |      |

## 과거

### 드라마
| 제목                                           | 시작일           | 종료일           | 장르                                    |
| ---------------------------------------------- | ---------------- | ---------------- | --------------------------------------- |
| 《하우스 오브 카드》                           | 2013년 2월 1일   | 2018년 11월 2일  | 정치                                    |
| 《헴록 그로브》                                | 2013년 4월 19일  | 2015년 10월 23일 | 공포/스릴러                             |
| 《오렌지 이즈 더 뉴 블랙》                     | 2013년 7월 11일  | 2019년 7월 26일  | 드라마, 코미디                          |
| 《마르코 폴로》                                | 2014년 12월 12일 | 2016년 7월 1일   | 시대극                                  |
| 《리치 리치》                                  | 2015년 2월 20일  | 2015년 5월 22일  | 시트콤                                  |
| 《언브레이커블 키미 슈미트》                   | 2015년 3월 6일   | 2019년 1월 25일  | 코미디                                  |
| 《블러드라인》                                 | 2015년 3월 20일  | 2017년 5월 26일  | 스릴러/드라마                           |
| 《데어데블》                                   | 2015년 4월 10일  | 2018년 10월 19일 | 슈퍼히어로/범죄                         |
| 《그레이스 앤 프랭키》                         | 2015년 5월 8일   | 2022년 4월 29일  | 코미디                                  |
| 《센스8》                                      | 2015년 6월 5일   | 2018년 6월 8일   | 공상과학/드라마                         |
| 《웻 핫 아메리칸 썸머: 퍼스트 데이 오브 캠프》 | 2015년 7월 31일  | 2015년 7월 31일  | 풍자 코미디                             |
| 《클럽 디 쿠에르보스》                         | 2015년 8월 7일   | 2019년 1월 25일  | 드라마, 코미디                          |
| 《프로젝트 Mc2》                               | 2015년 8월 7일   | 2017년 11월 7일  | 시트콤                                  |
| 《나르코스》                                   | 2015년 8월 28일  | 2017년 9월 1일   | 범죄                                    |
| 《마스터 오브 제로》                           | 2015년 11월 6일  | 2017년 5월 12일  | 코미디                                  |
| 《밥 & 데이비드》                              | 2015년 11월 3일  | 2015년 11월 3일  | 스케치 코미디                           |
| 《제시카 존스》                                | 2015년 11월 20일 | 2019년 6월 14일  | 슈퍼히어로/심리 스릴러                  |
| 《러브》                                       | 2016년 2월 19일  | 2018년 3월 9일   | 드라마, 코미디                          |
| 《풀러 하우스》                                | 2016년 2월 26일  | 2020년 6월 2일   | 시트콤                                  |
| 《플레이크드》                                 | 2016년 3월 11일  | 2017년 6월 2일   | 드라마, 코미디                          |
| 《넷플릭스 기획 시리즈: 캐릭터즈》             | 2016년 3월 11일  | 2016년 3월 11일  | 스케치 코미디                           |
| 《더 랜치》                                    | 2016년 4월 1일   | 2020년 1월 24일  | 코미디                                  |
| 《마르세유》                                   | 2016년 5월 5일   | 2018년 2월 23일  | 정치                                    |
| 《레이디 다이너마이트》                        | 2016년 5월 20일  | 2017년 11월 10일 | 코미디                                  |
| 《히바나: 불꽃》                               | 2016년 6월 2일   | 2016년 6월 2일   | 드라마                                  |
| 《더 겟다운》                                  | 2016년 8월 12일  | 2017년 4월 7일   | 뮤지컬                                  |
| 《이지》                                       | 2016년 9월 22일  | 2019년 5월 10일  | 로맨틱 코미디                           |
| 《루크 케이지》                                | 2016년 9월 30일  | 2018년 6월 22일  | 슈퍼히어로/네오블랙스플로이테이션       |
| 《악플러는 꺼져주세요》                        | 2016년 10월 14일 | 2017년 10월 20일 | 코미디                                  |
| 《길모어 걸스: 한 해의 스케치》                | 2016년 11월 25일 | 2016년 11월 25일 | 가족                                    |
| 《3%》                                         | 2016년 11월 25일 | 2020년 8월 14일  | 드라마/스릴러/공상 과학                 |
| 《OA》                                         | 2016년 12월 16일 | 2019년 3월 22일  | 드라마/미스터리                         |
| 《원 데이 앳 어 타임》                         | 2017년 1월 6일   | 2019년 2월 8일   | 시트콤                                  |
| 《레모니 스니켓의 위험한 대결》                | 2017년 1월 13일  | 2019년 1월 1일   | 블랙 코미디/미스터리                    |
| 《산타클라리타 다이어트》                      | 2017년 2월 3일   | 2019년 3월 29일  | 공포 코미디                             |
| 《아이언 피스트》                              | 2017년 2월 3일   | 2018년 9월 7일   | 슈퍼히어로/무예/미스터리                |
| 《인거버너블》                                 | 2017년 3월 24일  | 2018년 9월 14일  | 정치                                    |
| 《루머의 루머의 루머》                         | 2017년 3월 31일  | 2020년 6월 5일   | 드라마                                  |
| 《걸보스》                                     | 2017년 4월 21일  | 2017년 4월 21일  | 코미디                                  |
| 《마드리드 모던걸》                            | 2017년 4월 28일  | 2020년 7월 3일   | 시대극                                  |
| 《친애하는 백인 여러분》                       | 2017년 4월 28일  | 2021년 9월 22일  | 풍자 드라마                             |
| 《글로우: 레슬링 여인천하》                    | 2017년 6월 23일  | 2019년 8월 9일   | 코미디                                  |
| 《집시》                                       | 2017년 6월 30일  | 2017년 6월 30일  | 드라마                                  |
| 《위기의 친구들》                              | 2017년 7월 14일  | 2019년 1월 11일  | 로맨틱 코미디                           |
| 《오자크》                                     | 2017년 7월 21일  | 2022년 4월 29일  | 범죄                                    |
| 《웻 핫 아메리칸 썸머: 10년 후》               | 2017년 8월 4일   | 2017년 8월 4일   | 풍자 코미디                             |
| 《별나도 괜찮아》                              | 2017년 8월 11일  | 2021년 7월 9일   | 코미디                                  |
| 《대관절 해피니스》                            | 2017년 8월 25일  | 2018년 1월 12일  | 코미디                                  |
| 《디펜더스》                                   | 2017년 8월 18일  | 2017년 8월 18일  | 슈퍼히어로                              |
| 《아메리칸 반달리즘》                          | 2017년 9월 15일  | 2018년 9월 14일  | 모큐멘터리                              |
| 《마인드헌터》                                 | 2017년 10월 13일 | 2019년 8월 16일  | 범죄                                    |
| 《퍼니셔》                                     | 2017년 11월 17일 | 2017년 11월 17일 | 슈퍼히어로                              |
| 《그 땅에는 신이 없다》                        | 2017년 11월 22일 | 2017년 11월 22일 | 서부극/미니시리즈                       |
| 《당신보다 그것이 좋아》                       | 2017년 11월 23일 | 2019년 5월 24일  | 코미디                                  |
| 《얼터드 카본》                                | 2018년 2월 2일   | 2020년 2월 27일  | 공상 과학                               |
| 《판타스틱 하이스쿨》                          | 2018년 2월 16일  | 2018년 2월 16일  | 코미디                                  |
| 《7초》                                        | 2018년 2월 23일  | 2018년 2월 23일  | 범죄                                    |
| 《굿 키즈 온 더 블록》                         | 2018년 3월 16일  | 2021년 10월 4일  | 코미디                                  |
| 《로스트 인 스페이스》                         | 2018년 4월 13일  | 2021년 12월 1일  | 공상 과학                               |
| 《올 어바웃 패밀리》                           | 2018년 8월 10일  | 2018년 8월 10일  | 코미디                                  |
| 《채울 수 없는》                               | 2018년 8월 10일  | 2019년 10월 11일 | 다크 코미디                             |
| 《이노센트: 순수의 여정》                      | 2018년 8월 24일  | 2018년 8월 24일  | 초자연적                                |
| 《굿 캅》                                      | 2018년 9월 21일  | 2018년 9월 21일  | 경찰 코미디                             |
| 《매니악》                                     | 2018년 9월 21일  | 2018년 9월 21일  | 다크 코미디                             |
| 《유령》                                       | 2018년 10월 12일 | 2018년 10월 12일 | 공포 앤솔러지                           |
| 《튀어야 산다》                                | 2018년 10월 19일 | 2018년 10월 19일 | 십대 코미디                             |
| 《사브리나의 오싹한 모험》                     | 2018년 10월 26일 | 2020년 12월 31일 | 초자연적/공포                           |
| 《나르코스: 멕시코》                           | 2018년 11월 16일 | 2021년 12월 5일  | 범죄                                    |
| 《코민스키 메소드》                            | 2018년 11월 16일 | 2021년 5월 28일  | 코미디                                  |
| 《타이드랜드》                                 | 2018년 12월 14일 | 2018년 12월 14일 | 초자연적/범죄                           |
| 《킹덤》                                       | 2019년 1월 25일  | 2020년 3월 13일  | 사극, 미스터리, 좀비 아포칼립스, 스릴러 |
| 《러시아 인형처럼》                            | 2019년 2월 1일   | 2022년 4월 20일  | 코미디                                  |
| 《잭 모턴과 언더월드》                         | 2019년 3월 7일   | 2020년 6월 18일  | 초자연적/공포                           |
| 《섀도우》                                     | 2019년 3월 8일   | 2019년 3월 8일   | 스릴러                                  |
| 《애프터 라이프 앵그리맨》                     | 2019년 3월 8일   | 2022년 1월 14일  | 코미디                                  |
| 《턴 업 찰리》                                 | 2019년 3월 15일  | 2019년 3월 15일  | 코미디                                  |
| 《블랙 썸머》                                  | 2019년 4월 11일  | 2021년 6월 17일  | 좀비                                    |
| 《가드 엘마레: 프랑스에서만 대스타》           | 2019년 4월 12일  | 2019년 4월 12일  | 코미디                                  |
| 《스페셜》                                     | 2019년 4월 12일  | 2021년 5월 20일  | 코미디                                  |
| 《별종들》                                     | 2019년 4월 19일  | 2019년 4월 19일  | 코미디                                  |
| 《본딩》                                       | 2019년 4월 24일  | 2021년 1월 27일  | 다크 코미디                             |
| 《너의 심장》                                  | 2019년 4월 26일  | 2019년 4월 26일  | 초자연적/심리 스릴러/공포               |
| 《데드 투 미》                                 | 2019년 5월 3일   | 2022년 11월 17일 | 다크 코미디                             |
| 《더 소사이어티》                              | 2019년 5월 10일  | 2019년 5월 10일  | 미스터리                                |
| 《브루노라니까!》                              | 2019년 5월 17일  | 2019년 5월 17일  | 코미디                                  |
| 《이글레시아스 선생의 즐거운 교실》            | 2019년 6월 21일  | 2020년 12월 8일  | 시트콤                                  |
| 《패밀리 리유니언》                            | 2019년 7월 10일  | 2022년 10월 27일 | 코미디                                  |
| 《살색의 감독 무라니시》                       | 2019년 8월 8일   | 2021년 6월 24일  | 시대극, 코미디                          |

### 애니메이션
| 제목                                       | 시작일           | 종료일           | 비고 |
| ------------------------------------------ | ---------------- | ---------------- | ---- |
| 《터보 FAST》                              | 2013년 4월 19일  | 2016년 2월 5일   |      |
| 《에버 애프터 하이》                       | 2013년 12월 15일 | 2016년 10월 7일  |      |
| 《보잭 홀스맨》                            | 2014년 8월 22일  | 2020년 1월 31일  |      |
| 《VeggieTales in the House》               | 2014년 11월 26일 | 2016년 9월 23일  |      |
| 《줄리안 대왕 만세》                       | 2014년 12월 19일 | 2017년 12월 1일  |      |
| 《장화 신은 고양이의 신나는 모험》         | 2015년 1월 16일  | 2018년 1월 26일  |      |
| 《다이노트럭스》                           | 2015년 8월 14일  | 2018년 8월 3일   |      |
| 《미스터 피바디와 셔먼 쇼》                | 2015년 9월 9일   | 2017년 4월 21일  |      |
| 《포플스》                                 | 2015년 10월 30일 | 2016년 7월 24일  |      |
| 《케어베어와 사촌들》                      | 2015년 11월 16일 | 2016년 2월 5일   |      |
| 《그때 그 시절 패밀리》                    | 2015년 12월 18일 | 2021년 11월 25일 |      |
| 《못말리는 크루즈 패밀리》                 | 2015년 12월 24일 | 2017년 7월 7일   |      |
| 《레고 프렌즈: 우정의 힘》                 | 2016년 3월 4일   | 2016년 6월 10일  |      |
| 《레고 바이오니클: 하나가 되기 위한 여정》 | 2016년 3월 4일   | 2016년 7월 29일  |      |
| 《콩: 유인원의 왕》                        | 2016년 4월 15일  | 2018년 5월 4일   |      |
| 《볼트론: 전설 속의 수호자》               | 2016년 6월 10일  | 2018년 12월 14일 |      |
| 《저스틴 타임 GO!》                        | 2016년 6월 24일  | 2016년 6월 24일  |      |
| 《신나는 글자축제》                        | 2016년 7월 8일   | 2017년 10월 6일  |      |
| 《홈: 팁과 오의 모험》                     | 2016년 7월 29일  | 2018년 7월 20일  |      |
| 《스토리봇에게 물어보세요》                | 2016년 8월 12일  | 2019년 8월 2일   |      |
| 《쿨리파리: 개구리 분대》                  | 2016년 9월 2일   | 2018년 11월 30일 |      |
| 《스카이랜더 아카데미》                    | 2016년 10월 28일 | 2018년 9월 28일  |      |
| 《윙스 월드》                              | 2016년 11월 4일  | 2017년 6월 16일  |      |
| 《루나 피튜니아의 모험》                   | 2016년 12월 9일  | 2018년 7월 20일  |      |
| 《트롤 헌터》                              | 2016년 12월 23일 | 2018년 5월 25일  |      |
| 《마법의 단추인형: 랄라룹시》              | 2017년 1월 10일  | 2017년 1월 10일  |      |
| 《타잔과 제인》                            | 2017년 1월 6일   | 2018년 10월 12일 |      |
| 《레전드 퀘스트》                          | 2017년 2월 24일  | 2017년 2월 24일  |      |
| 《VeggieTales in the City》                | 2017년 2월 24일  | 2017년 9월 15일  |      |
| 《버디썬더스트럭》                         | 2017년 3월 10일  | 2017년 3월 10일  |      |
| 《스피릿: 자유의 질주》                    | 2017년 5월 5일   | 2020년 12월 8일  |      |
| 《캐슬바니아》                             | 2017년 7월 7일   | 2021년 5월 13일  |      |
| 《트루와 무지개 왕국》                     | 2017년 8월 11일  | 2019년 8월 30일  |      |
| 《레고 엘프: 엘븐데일의 비밀》             | 2017년 9월 1일   | 2017년 9월 1일   |      |
| 《네오 요키오》                            | 2017년 9월 22일  | 2017년 9월 22일  |      |
| 《신기한 스쿨 버스 2》                     | 2017년 9월 29일  | 2018년 4월 13일  |      |
| 《슈퍼 몬스터》                            | 2017년 10월 13일 | 2019년 10월 4일  |      |
| 《스트레치 암스트롱과 슈퍼 프렌즈》        | 2017년 11월 17일 | 2018년 9월 7일   |      |
| 《데빌맨 크라이베이비》                    | 2018년 1월 5일   | 2018년 1월 5일   |      |
| 《패러다이스의 경찰들》                    | 2018년 8월 31일  | 2022년 12월 16일 |      |
| 《슈퍼 드래그 퀸》                         | 2018년 11월 9일  | 2018년 11월 9일  |      |
| 《3 언더: 아카디아의 전설》                | 2018년 12월 21일 | 2019년 7월 12일  |      |
| 《트레일러 파크 보이즈: 카툰》             | 2019년 3월 31일  | 2020년 5월 22일  |      |
| 《투카 앤 버티》                           | 2019년 5월 3일   | 2019년 5월 3일   |      |
| 《미드나잇 가스펠》                        | 2020년 4월 20일  | 2020년 4월 20일  |      |
| 《슛! 반드시 빅리그》                      | 2020년 8월 21일  | 2020년 8월 21일  |      |
| 《더 리버레이터: 500일의 오디세이》        | 2020년 11월 11일 | 2020년 11월 11일 |      |

### 다큐멘터리
| 제목                        | 시작일           | 종료일           | 비고 |
| --------------------------- | ---------------- | ---------------- | ---- |
| 《러셀 피터스 vs. 더 월드》 | 2013년 10월 14일 | 2013년 10월 14일 |      |

### 버라이어티 및 토크 쇼
| 제목                            | 시작일          | 종료일           | 비고 |
| ------------------------------- | --------------- | ---------------- | ---- |
| 《첼시》                        | 2016년 5월 11일 | 2017년 12월 15일 |      |
| 《조엘 맥헤일의 할리우드 통신》 | 2018년 2월 18일 | 2018년 7월 15일  |      |
| 《캐럴 버넷과 꼬마 상담소》     | 2018년 5월 4일  | 2018년 5월 4일   |      |
| 《미셸 울프 쇼: 브레이킹 퍼니》 | 2018년 5월 27일 | 2018년 7월 29일  |      |

### 리얼리티 쇼
| 제목                | 시작일           | 종료일           | 비고       |
| ------------------- | ---------------- | ---------------- | ---------- |
| 《캐머런 쫓아가기》 | 2016년 12월 27일 | 2016년 12월 27일 | 다큐멘터리 |
| 《줄리의 그린룸》   | 2017년 3월 17일  | 2017년 3월 17일  | 인형극     |

### 후속 편성
다음은 과거 다른 네트워크에서 방송되었다가 넷플릭스에서 후속 시즌이 공개된 프로그램이다.
| 제목                        | 시작일           | 종료일           | 현재 시즌 | 종류       | 장르           | 과거 네트워크             |
| --------------------------- | ---------------- | ---------------- | --------- | ---------- | -------------- | ------------------------- |
| 《못말리는 패밀리》         | 2013년 5월 26일  | 제작 중          | 4         | 드라마     | 코미디         | 폭스                      |
| 《스타워즈: 클론 전쟁》     | 2014년 3월 7일   | 2014년 3월 7일   | 6         | 애니메이션 | 공상 과학/모험 | 카툰 네트워크             |
| 《킬링》                    | 2014년 8월 1일   | 2014년 8월 1일   | 4         | 드라마     | 범죄           | AMC                       |
| 《트레일러 파크 보이즈》    | 2014년 9월 5일   | 제작 중          | 11        | 드라마     | 모큐멘터리     | 쇼케이스                  |
| 《드래곤 길들이기》         | 2015년 6월 26일  | 제작 중          | 6         | 애니메이션 | 모험/코미디    | 카툰 네트워크             |
| 《롱마이어》                | 2015년 9월 10일  | 제작 중          | 5         | 드라마     | 범죄           | A&E 네트워크              |
| 《블랙 미러》               | 2016년 10월 21일 | 제작 중          | 3         | 드라마     | 공상 과학      | 채널 4                    |
| 《연애의 부작용》           | 2016년 11월 17일 | 제작 중          | 2         | 드라마     | 코미디         | 채널 4                    |
| 《라스트 킹덤》             | 2017년 3월 21일  | 제작 중          | 2         | 드라마     | 시대극         | BBC 아메리카              |
| 《미스터리 과학 극장 3000》 | 2017년 4월 14일  | 2018년 11월 22일 | 12        | 드라마     | 코미디         | KTMA, 코미디 센트럴, Syfy |

### 공동 제작
| 제목                                   | 채널            | 국가           | 시작일           | 종료일           | 현재 시즌 | 종류       | 장르              |
| -------------------------------------- | --------------- | -------------- | ---------------- | ---------------- | --------- | ---------- | ----------------- |
| 《릴리해머》                           | NRK             | 노르웨이       | 2012년 2월 6일   | 2014년 12월 17일 | 3         | 드라마     | 코미디            |
| 《비트윈》                             | 시티            | 캐나다         | 2015년 5월 21일  | 제작 중          | 3         | 드라마     | 공상 과학, 드라마 |
| 《테라스 하우스: 도시남녀》            | 후지 텔레비전   | 일본           | 2015년 9월 2일   | 2016년 9월 27일  | 1         | 리얼리티   | 관찰              |
| 《아틀리에》                           | 후지 텔레비전   | 일본           | 2015년 12월 1일  | 제작 중          | 1         | 드라마     | 드라마            |
| 《데그라시: 넥스트 클래스》            | 패밀리 채널     | 캐나다         | 2016년 1월 15일  | 제작 중          | 3         | 드라마     | 십대              |
| 《로스트 & 파운드 뮤직 스튜디오》      | 패밀리 채널     | 캐나다         | 2016년 4월 1일   | 제작 중          | 3         | 드라마     | 음악, 십대        |
| 《굿모닝 콜》                          | 후지 텔레비전   | 일본           | 2016년 5월 13일  | 제작 중          | 1         | 드라마     | 일상              |
| 《비트벅스》                           | 7TWO            | 오스트레일리아 | 2016년 8월 3일   | 제작 중          | 2         | 애니메이션 | 음악, 모험        |
| 《Bottersnikes and Gumbles》           | 7TWO            | 오스트레일리아 | 2016년 8월 19일  | 제작 중          | 2         | 애니메이션 | 코미디            |
| 《카줍스!》                            | ABC             | 오스트레일리아 | 2016년 8월 19일  | 제작 중          | 2         | 애니메이션 | 음악              |
| 《테라스 하우스: 하와이편》            | 후지 텔레비전   | 일본           | 2016년 11월 1일  | 제작 중          | 1         | 리얼리티   | 관찰              |
| 《파라노이드》                         | ITV             | 영국           | 2016년 11월 17일 | 제작 중          | 1         | 드라마     | 스릴러            |
| 《더크 젠틀리의 전체론적 탐정 사무소》 | BBC 아메리카    | 미국           | 2016년 11월 17일 | 제작 중          | 1         | 드라마     | 코믹 공상 과학    |
| 《크레이지 헤드》                      | E4              | 영국           | 2016년 12월 16일 | 제작 중          | 1         | 드라마     | 코미디            |
| 《시간여행자》                         | 쇼케이스        | 캐나다         | 2016년 12월 23일 | 제작 중          | 1         | 드라마     | 공상 과학         |
| 《프런티어》                           | 디스커버리 채널 | 캐나다         | 2017년 1월 20일  | 제작 중          | 1         | 드라마     | 역사              |
| 《방랑의 미식가》                      | 쿄도 텔레비전   | 일본           | 2017년 3월 17일  | 2017년 3월 17일  | 1         | 드라마     | 시대극, 드라마    |
| 《빨간 머리 앤》                       | CBC 텔레비전    | 캐나다         | 2017년 5월 12일  | 제작 중          | 3         | 드라마     | 역사              |

### 판권 구매
| 제목                               | 채널      | 국가                         | 현재 시즌 | 종류       | 장르           |
| ---------------------------------- | --------- | ---------------------------- | --------- | ---------- | -------------- |
| 《The 100》                        | The CW    | 미국                         | 3         | 드라마     | 액션           |
| 《아인》                           | MBS       | 일본                         | 2         | 애니메이션 | 공포           |
| 《쿠로무쿠로》                     | AT-X      | 일본                         | 2         | 애니메이션 | 메카닉         |
| 《카케구루이》                     | 도쿄 MX   | 일본                         | 1         | 애니메이션 | 드라마         |
| 《프랑스 첩보원 되기》             | 아르떼    | 프랑스                       | 1         | 드라마     | 간첩 코미디    |
| 《베터 콜 사울》                   | AMC       | 미국                         | 2         | 드라마     | 드라마, 코미디 |
| 《The Bonus Family》               | SVT       | 스웨덴                       | 2         | 드라마     | 코미디         |
| 《Bordertown》                     | SVT       | 스웨덴                       | 1         | 드라마     | 범죄           |
| 《Borgia》                         | 여러 개   | 프랑스, 독일, 체코, 이탈리아 | 3         | 드라마     | 역사           |
| 《추잉 검》                        | E4        | 영국                         | 2         | 드라마     | 시트콤         |
| 《Chiamatemi Francesco》           | 카날레 5  | 이탈리아                     | 1         | 드라마     | 드라마         |
| 《Cuatro estaciones en La Habana》 | Movistar+ | 쿠바, 스페인                 | 1         | 드라마     | 범죄           |
| 《쿠바 리브레 스토리》             |           |                              | 1         | 드라마     | 다큐멘터리     |
| 《미스터 쿠쿠》                    | BBC Three | 영국                         | 3         | 드라마     | 코미디         |
| 《사이보그 009: 콜 오브 저스티스》 |           | 일본                         | 1         | 애니메이션 | 액션           |
| 《데인저 마우스》                  | CBBC      | 영국                         | 2         | 애니메이션 | 액션 코미디    |
| 《데릭》                           | 채널 4    | 영국                         | 3         | 드라마     | 드라마, 코미디 |
| 《지정생존자》                     | ABC       | 미국                         | 1         | 드라마     | 정치           |
| 《연예인 매니저로 살아남기》       | 프랑스 2  | 프랑스                       | 1         | 드라마     | 드라마, 코미디 |